# Hermann Lerbs
Hermann Lerbs (* 8. August 1900 in Hönisch; † 10. Dezember 1968 in Hamburg) war ein deutscher Physiker. 

## Leben und Wirken
Hermann Lerbs begann 1918 ein Maschinenbaustudium an der Technischen Hochschule Hannover und für einige Zeit an der Universität Göttingen. Nach der Diplomprüfung zum Technischen Physiker 1924 in Hannover arbeitete er als Assistent am dortigen Physikalischen Institut. 1927 ging Lerbs nach Hamburg an die Hamburgische Schiffbau-Versuchsanstalt (HSVA) unter Leitung von Günther Kempf. Hier beschäftigte er sich zunächst mit der Entwicklung eines Geschwindigkeitsmessgeräts für die in Bau befindliche Bremen. Lerbs konstruierte ein Staudrucklog, das zuverlässig arbeitete und marktgängig war. Nach der Jungfernfahrt des Schiffes 1929 kam es zu Kavitationsschäden an den Propellern, die zum Austausch der Propeller führten. Lerbs führte systematische Versuche hierzu durch und beschäftigte sich auch während der Promotion 1935 an der Technischen Hochschule in Hannover mit diesem Problem.
1939 wurde Lerbs zweiter Geschäftsführer der HSVA. Im selben Jahr führten seine Untersuchungen zur Errichtung eines ringförmigen, sechs Meter hohen Umlauftunnels, der Untersuchungen mittels Propellermodellen ermöglichte. Lerbs konzipierte vergleichbare Anlagen für Versuchsanstalten in Schweden und den Niederlanden. 1943 habilitierte sich der Physiker in Hannover und erhielt 1944 einen Lehrauftrag.
Da nach dem Ende des Zweiten Weltkriegs bis 1951 keine Schiffe in Deutschland gebaut werden durften, ging Lerbs zunächst nach England. Hier arbeitete er bis 1948 am Admiralty Experiment Works in Haslar. Anschließend ging er nach Washington, D.C., wo er am David Taylor Model Basin forschte. Hier erstellte er die bedeutendsten Werke zur Propellertheorie und erhielt einen Ruf der Universität Berkeley, den er jedoch nicht annahm. 1955 wurde Lerbs Professor an der Universität Hamburg. Er betreute den Fachbereich der Propulsion und Propeller und übernahm im November 1955 die Geschäftsführung der HSVA. Von 1961 bis 1966 übernahm Lerbs den Vorsitz der Schiffbautechnischen Gesellschaft und wurde anschließend deren Ehrenmitglied.
Am 30. September 1968 beendete Lerbs aus gesundheitlichen Gründen die Lehrtätigkeit und starb wenige Monate, nachdem er die HSVA verlassen hatte, in seiner Geburtsstadt.

## Bedeutung für die Wissenschaft
Hermann Lerbs Forschungen können als bahnbrechend für die Wirbeltheorie des Propellers angesehen werden. Sowohl Verbesserungen von Schiffsschrauben als auch exakte Kalkulationen zur Auslegung spezifischer Propeller für ein gegebenes Schiff waren aufgrund seiner wissenschaftlichen Theorien möglich.